# Helconichia areolata
Helconichia areolata är en stekelart som beskrevs av Michael J. Sharkey och Robert A.Wharton 1994. Helconichia areolata ingår i släktet Helconichia och familjen bracksteklar. Inga underarter finns listade i Catalogue of Life.